# Friedrich Uhl
Friedrich Uhl (ur. 16 maja 1825 w Cieszynie, zm. 20 stycznia 1906 w Mondsee) – austriacki pisarz i dziennikarz.
Ukończył gimnazjum w Cieszynie i studia filologiczne na Uniwersytecie Wiedeńskim. Od 1848 roku pracował jako dziennikarz, a później także i wydawca. Redaktor Die Presse, Der Botschafter, Neue Freie Presse i Wiener Zeitung. Autor reportaży, pism propagandowych, wierszy, nowel i powieści.
Ojciec Fridy Uhl, pisarki.

## Wybrane publikacje
- Bajki z doliny Wisły (Märchen aus dem Weichselthale) (1847)
- Ambasadorka Guébriant